# Yamagata Bantō

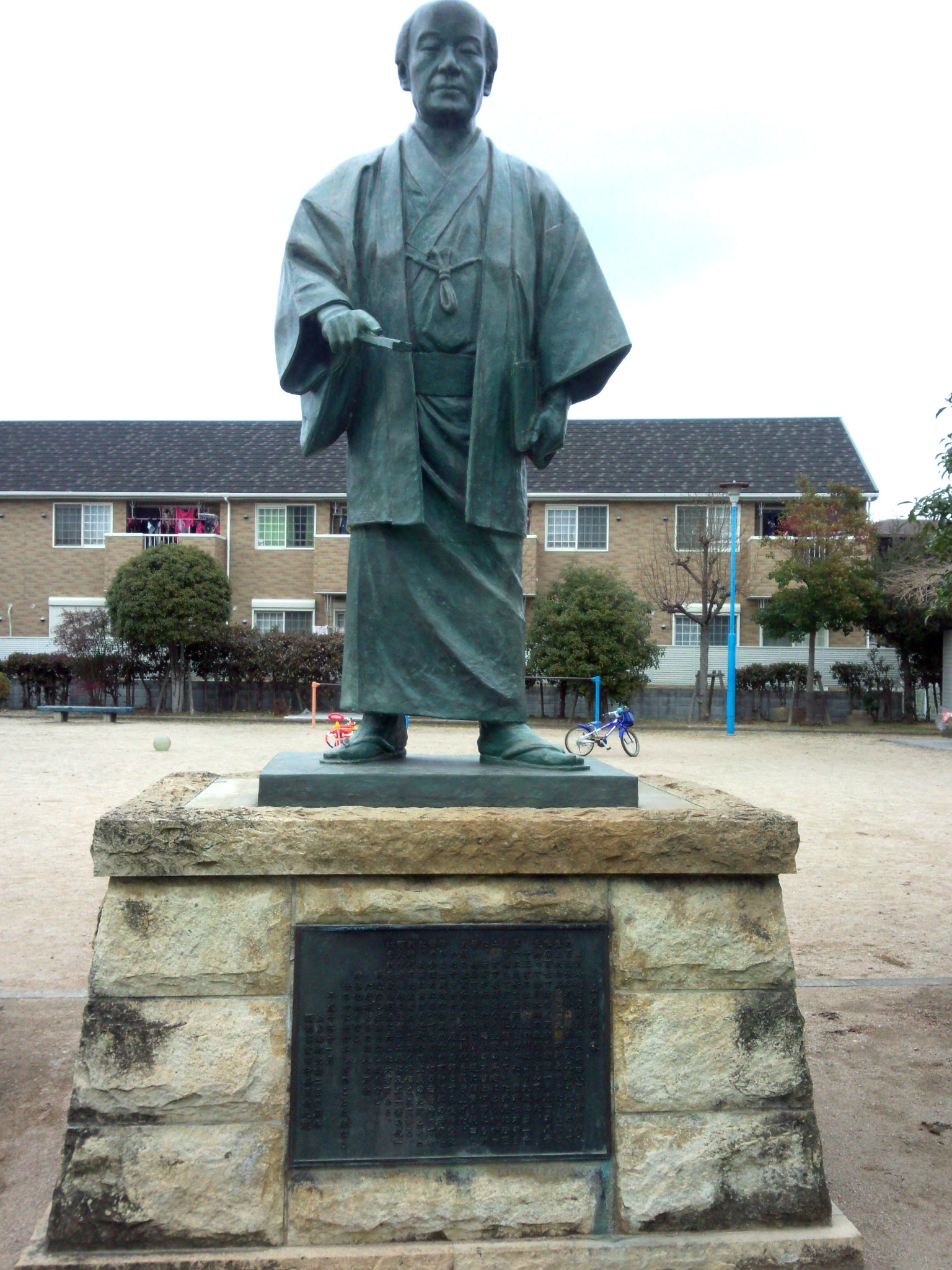
Yamagata-Statue

Yamagata Bantō (japanisch 山片 蟠桃, eigentlich Hasegawa Yūkyū (長谷川 芳秀); geboren 1748 in Kazume (神爪村) in der Provinz Harima; gestorben 31. März 1821) war ein japanischer Reishändler und Gelehrter der Edo-Zeit.

## Leben und Werk
Yamagata Bantō wurde in der Provinz Harima geboren. Mit 13 Jahren ging er nach Osaka und begann für die Familie Yamagata zu arbeiten, die Reishandel und betreiben und im Finanzwesen tätig war. Er nannte sich schließlich Yamagata Yoshihide (山片良英) und führte als Gelehrter den Namen Bantō.
Bantō studierte an der Kaitokudō (懐徳堂), einer Schule, die die Kaufleute von Osaka für die allgemeine Öffentlichkeit eingerichtet hatten. Er wurde Schüler der Brüder Nakai Chikuzan (中井 竹山; 1730–1804) und Nakai Riken (1732–1817), aber auch Schüler des Arztes und Astronom Asada Gōryū (1734–1799).
Bantō entwickelte ein tiefes Verständnis der europäischen Wissenschaften. Daneben entwickelte er seine eigene Theorie der Marktwirtschaft, basierend auf seinen Erfahrungen als Reiskaufmann. Er arbeitete sich auch in die westliche Medizin ein und befürwortete eine Vereinfachung des japanischen Schriftsystems.
Als Denker bestand Bantō auf konkreten Belegen, was die Genauigkeit historischer Darstellungen anging. Er wehrte sich gegen Aberglauben und lehnte die Vorstellung einer Existenz der Seele nach dem Tode ab. So sah er religiöse Führer als seine Gegner an und kritisierte ihre ungeprüfte Verwendung historischer Belege. Was den Alltag anging, so zollte er dem feudalen System Anerkennung und verehrte Shōgun Tokugawa Ieyasu, der der Nation eine Periode des Friedens gebracht hatte.
Bantōs konnte sein Hauptwerk, „Anstelle von Träumen“ (夢の代, Yume no shiro) 1820 fertigstellen. Das Werk beinhaltet Gespräche mit seinen eigenen Kindern und mit Ladenbesitzern nach Ladenschluss. Bantōs Ideen begannen sich allerdings erst nach seinem Tode in Regierungszirkeln und im Erziehungsbereich auszubreiten. So dauerte es bis zur Meiji-Zeit, bis das Werk schließlich publiziert wurde.
Nach Ende des Pazifikkriegs wurde Bantō gewürdigt als ein Denker von universellem Status. Seit 1982 wird von der Präfektur Osaka der „Yamagata Bantō Preis“ (山片蟠桃賞) an Ausländer vergeben, die sich um die Vermittlung japanischer Kultur verdient gemacht haben. Der Japanologe Josef Kreiner erhielt diesen Preis 1995, der Japanologe Sepp Linhart im Jahr 2004.